# 1867 في سويسرا
فيما يلي قوائم الأحداث التي وقعت خلال عام 1867 في سويسرا.

## سياسة

### تعيين في المنصب
- 1 يناير – أوغستين كيلر عضو مجلس الولايات السويسري ‏.

## مواليد

### يناير
- 24 يناير – إرنست زان كاتب سويسري.

### يونيو
- 11 يونيو – هانس بيت فيلاند رسام سويسري.

### أغسطس
- 13 أغسطس – رودلف جي. بايندنك

### أكتوبر
- 13 أكتوبر – جاك هوبر عالم نبات برازيلي.

## وفيات

### يوليو
- 16 يوليو – فرديناند فافر (مواليد 1779) سياسي فرنسي.

### ديسمبر
- 15 ديسمبر – أبراهام غانز (مواليد 1814) مهندس مجري.